# Punto quadro

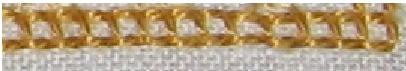
Punto quadro

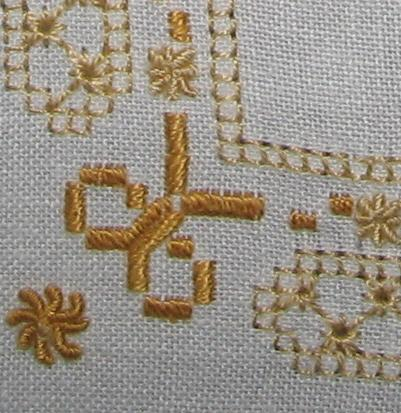
Esempio di utilizzo del punto quadro

Il punto quadro è un punto di ricamo a fili contati che si presenta come una serie di quadratini allineati.

## Esecuzione
Bisogna fare attenzione che ogni punto comprenda un uguale numero di fili sia in altezza che in larghezza, cioè tanto di trama quanto di ordito; ovviamente il tessuto adatto a questo lavoro deve avere riduzione uguale, cioè lo stesso numero di fili della stessa dimensione sia in trama che in ordito. Se la tela usata non è a trama larga, ma si tratta per esempio di lino per lenzuola, si sfila un filo per avere una base su cui allineare i punti, ed un altro per delinearne il limite superiore. In larghezza, invece, i fili si contano ad ogni punto, cioè si saltano tanti fili quanti ne stanno tra le sfilature, in modo da ottenere quadratini perfetti. Una pratica molto diffusa vuole che i fili sfilati siano più di uno, in modo che la sequenza di quadratini risalti meglio.

La corretta esecuzione di questo ricamo, che evidentemente deve presentare sul dritto del lavoro solo punti orizzontali e verticali, prevede che l'ago passi sotto la tela una volta anche in diagonale. Si lavora da destra verso sinistra, e viceversa per i mancini. Si inizia con un punto verticale, poi i due orizzontali( uniti sul rovescio dal passaggio in diagonale), poi uno verticale.

## Utilizzo
Il punto quadro si usa prevalentemente per le orlature. In questo caso, il bordo della stoffa va ripiegato esattamente fino alla sfilatura inferiore, e quando ricamando l'ago tocca questo punto, deve comprendere oltre la tela che si ricama anche quella del ripiego. Ne risulta un orlo molto robusto e decorativo. 
Nello stile di ricamo chiamato punto antico è uno dei punti principali utilizzato come raccordo tra i motivi a punto reale, cornice e ornamento.
Il punto quadro eseguito in obliquo viene usato come fondo ajouré, o retino e in italiano prende il nome di punto rodi